# Corby
Corby é uma cidade do distrito de Corby, no Condado de Northamptonshire, na Inglaterra. Sua população é de 59.019 habitantes (2015) (68.187, distrito). Corby foi registrada no Domesday Book de 1086 como Corb(e)i.